# Caroline Kininmonth
Lady Caroline Kininmonth (1907-1978) foi uma artista britânica, conhecida pelas suas pinturas de flores e paisagens a óleo e aquarelas.

## Biografia
Kininmonth passou a maior parte da sua vida em Edimburgo e estudou no Edinburgh College of Art de 1926 a 1930. Trabalhando com óleos pintou naturezas mortas e temas botânicos, além de cenas e paisagens rurais. Durante as décadas de 1940 e 1950 foi expositora regular na Academia Real Escocesa, exibindo cerca de 25 obras lá. Kininmonth também expôs com a Sociedade Escocesa de Mulheres Artistas e o Instituto Real de Belas Artes de Glasgow. Ela era casada com o arquiteto Sir William Kininmonth. A Universidade de Edimburgo e o Conselho de Artes da Escócia possuem exemplares das suas pinturas.